# Mûrs-Erigné
 Mûrs-Erigné  es una comuna y población de Francia, en la región de Países del Loira, departamento de Maine y Loira, en el distrito de Angers y cantón de Les Ponts-de-Cé.
Su población en el censo de 1999 era de 5.115 habitantes. Forma parte de la aglomeración urbana de Angers.
Está integrada en la Communauté d’agglomération Angers Loire Métropole , integrada a su vez en el Pays Loire-Angers.

## Demografía
| 2131 | 2186 | 2621 | 3275 | 4224 | 5115 |
| Para los censos de 1962 a 1999 la población legal corresponde a la población sin duplicidades (Fuente: INSEE [Consultar]) |      |      |      |      |      |